# 查丽哈依斯迈
丹斯里查丽哈依斯迈（1936年5月18日—2020年11月14日），马来西亚政治人物、巫统党员。她于1995年至1999年出任团结及社会发展部长。

## 政治生涯
1968年，查丽哈加入巫统，并最终当选巫统最高委员会，此后开始涉足政治长达30年。1977年至1978年，她担任巫统吉隆坡妇女组主席，同时也在1976年至1980年担任巫统妇女组副主席。1982年大选，查丽哈当选为丹绒加弄国会议员。1986年大选，中选士拉央国会议员。1987年，她被首相马哈迪·莫哈末委任为交通部副部长，与时任交通部长林良实一起共事。1995年大选，查丽哈赢得鹅唛国会议员，之后出任团结及社会发展部长。在1999年大选中，她以803票的多数票击败了来自伊斯兰党的莫哈末哈达南利，连任鹅唛国会议席。

## 逝世
2020年11月14日，查丽哈在吉隆坡道华佳医院逝世，享年84岁。 